# Битка код Алменаре
Битка код Алменаре одиграла се 27. јула 1710. године током Рата за шпанско наслеђе. Победу су однели савезници.